# Robert Mersey
Robert D. Mersey (ook: Bob Mersey) (New York, 7 april 1917 – Baltimore, 14 december 1994) was een Amerikaans componist, arrangeur, dirigent en muziekproducent. 

## Levensloop
Mersey werkte als muziekproducent voor het bedrijf "Epic Records" en als arrangeur en componist voor de Columbia Broadcasting System (CBS) alsook voor Columbia Records. Hij schreef onder andere Great Jazz from Great TV, dat uitgevoerd werd door "Det Moor and his Orchestra". Voor de maatschappij Columbia arrangeerde Mersey voor artiesten en kunstenaars zoals Frankie Avalon, Stubby Kaye, Jimmy Clanto en produceerde voor bekende zangeressen en zangers zoals Andy Williams (Moon River) en Barbra Streisand (My Name is Barbra). Bij Epic maakte Robert Mersey een paar albums met zanger/pianist Buddy Greco (Body and Soul & Soft & Gentle).
Hij schreef muziek voor shows/televisieseries zoals "Route 66", "The New Breed", "Manhunt", "Kraft Mystery Theater", "Window on Main Street" en "The Doris Day Show". Als filmcomponist maakte hij de muziek voor de films Pie in the Sky en Terror in the City. Voor harmonieorkest is zijn A Jazz Suite in een bewerking van Donald Hunsberger bekend.